# César (Grévin)
Pour les articles homonymes, voir César.
César est une tragédie publiée par Jacques Grévin en 1561. Elle reprend le Iulius Cæsar de Marc-Antoine Muret (1546).

## Résumé
Acte I
César est indifférent à l'idée d'être assassiné.
Acte II
Brute et Cassius s'exhortent à frapper.
Acte III
Brute décide César à se rendre au Sénat, alors qu'il y avait renoncé pour rassurer Calpurnie.
Acte IV
Un messager annonce la mort de César.
Acte V
Marc-Antoine appelle à la vengeance.

## Éditions modernes critiques
- Ellen S. Ginsberg, Genève, Droz 1971.
- Jeffrey Foster, Paris, Nizet, 1974.